# Mercosul International
Die Mercosul International (auch Mercosur Internacional) sind offene internationale Meisterschaften im Badminton von Brasilien. Sie wurden erstmals Anfang Juni 2013 ausgetragen.

## Die Sieger
| Saison    | Herreneinzel       | Dameneinzel       | Herrendoppel                      | Damendoppel                    | Mixed                              |
| --------- | ------------------ | ----------------- | --------------------------------- | ------------------------------ | ---------------------------------- |
| 2013      | Jan Fröhlich       | Maja Tvrdy        | Hugo Arthuso Alex Tjong           | Paula Pereira Lohaynny Vicente | Lino Muñoz Cynthia González        |
| 2014      | Kevin Cordón       | Iris Wang         | Humblers Heymard Anibal Marroquín | Lohaynny Vicente Luana Vicente | Søren Toft Hansen Bo Rong          |
| 2015      | Kevin Cordón       | Rong Schafer      | Matijs Dierickx Freek Golinski    | Özge Bayrak Neslihan Yiğit     | Phillip Chew Jamie Subandhi        |
| 2016      | nicht ausgetragen  | nicht ausgetragen | nicht ausgetragen                 | nicht ausgetragen              | nicht ausgetragen                  |
| 2017      | Luis Ramón Garrido | Fabiana Silva     | Jonathan Solís Rodolfo Ramírez    | Paula Pereira Fabiana Silva    | Artur Silva Pomoceno Fabiana Silva |
| 2018 2025 | nicht ausgetragen  | nicht ausgetragen | nicht ausgetragen                 | nicht ausgetragen              | nicht ausgetragen                  |